# Zuid-Koreaans kenteken

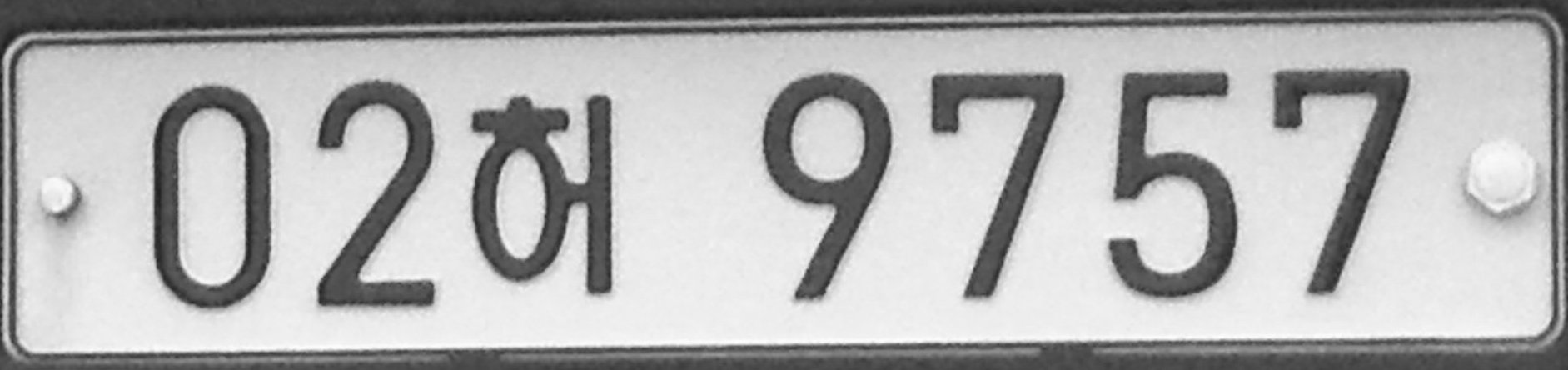
Zuid-Koreaans kenteken voor huurauto's, vanaf 2006.

De kentekens in Zuid-Korea bestaan uit verschillende letters (uit het hangul schrift), met 6 cijfers (4 cijfers tot 1996). 
De letters op het kenteken, komen uit de volgende provincies/steden:
Gangwon-do (강원)
Gyeonggi-do (경기)
Gyeongnam (경남)
Gyeongbuk (경북)
Gwangju (광주)
Daegu (대구)
Daejeon (대전)
Busan (부산)
Seoul (서울)
Ulsan (울산)
Incheon (인천)
Jeonnam (전남)
Jeonbuk (전북)
Jeju (제주)
Chungnam (충남)
Chungbuk (충북)
De eerste twee cijfers op het kenteken, betekenen:
10-69 = personenauto's
70-79 = bestelwagens
80-89 = vrachtwagens
90-99 = recreatieve voertuigen (De overige 4 cijfers zijn verschillend)
100-699 = personenauto's (2019.9~

## Foto's van verschillende kentekens

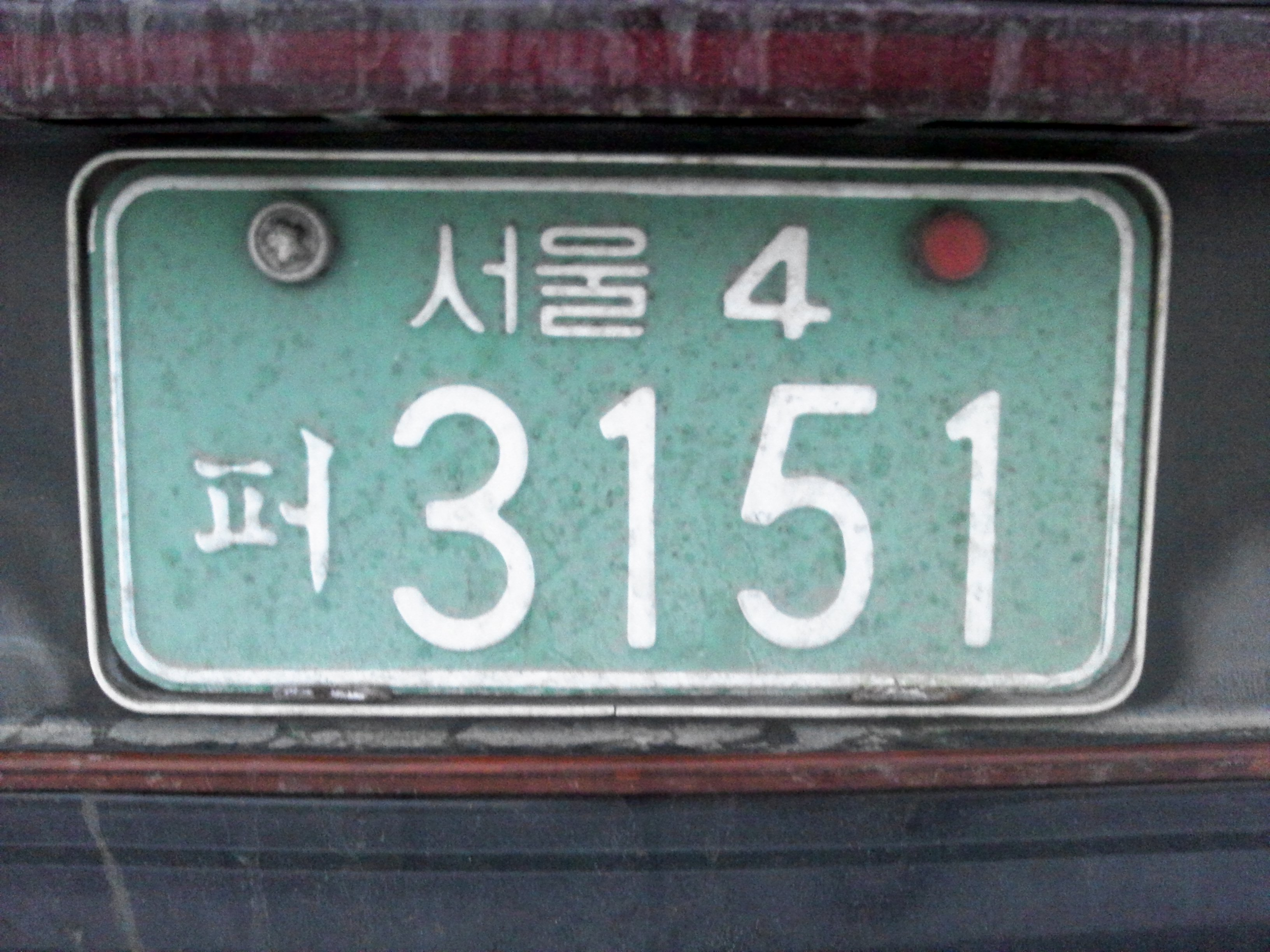
Personenauto (1973 - 1995)
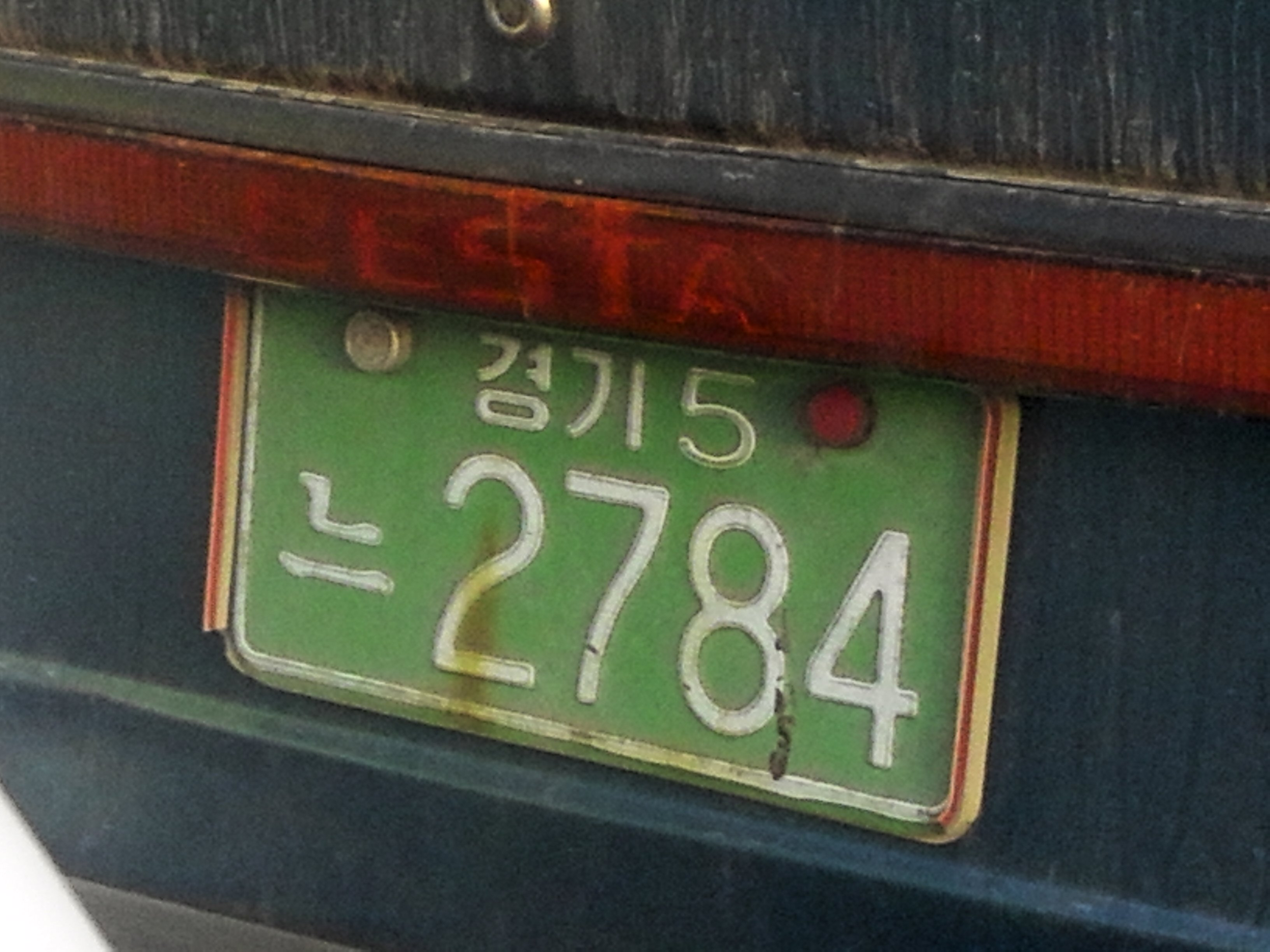
Busje (1973 - 1995)
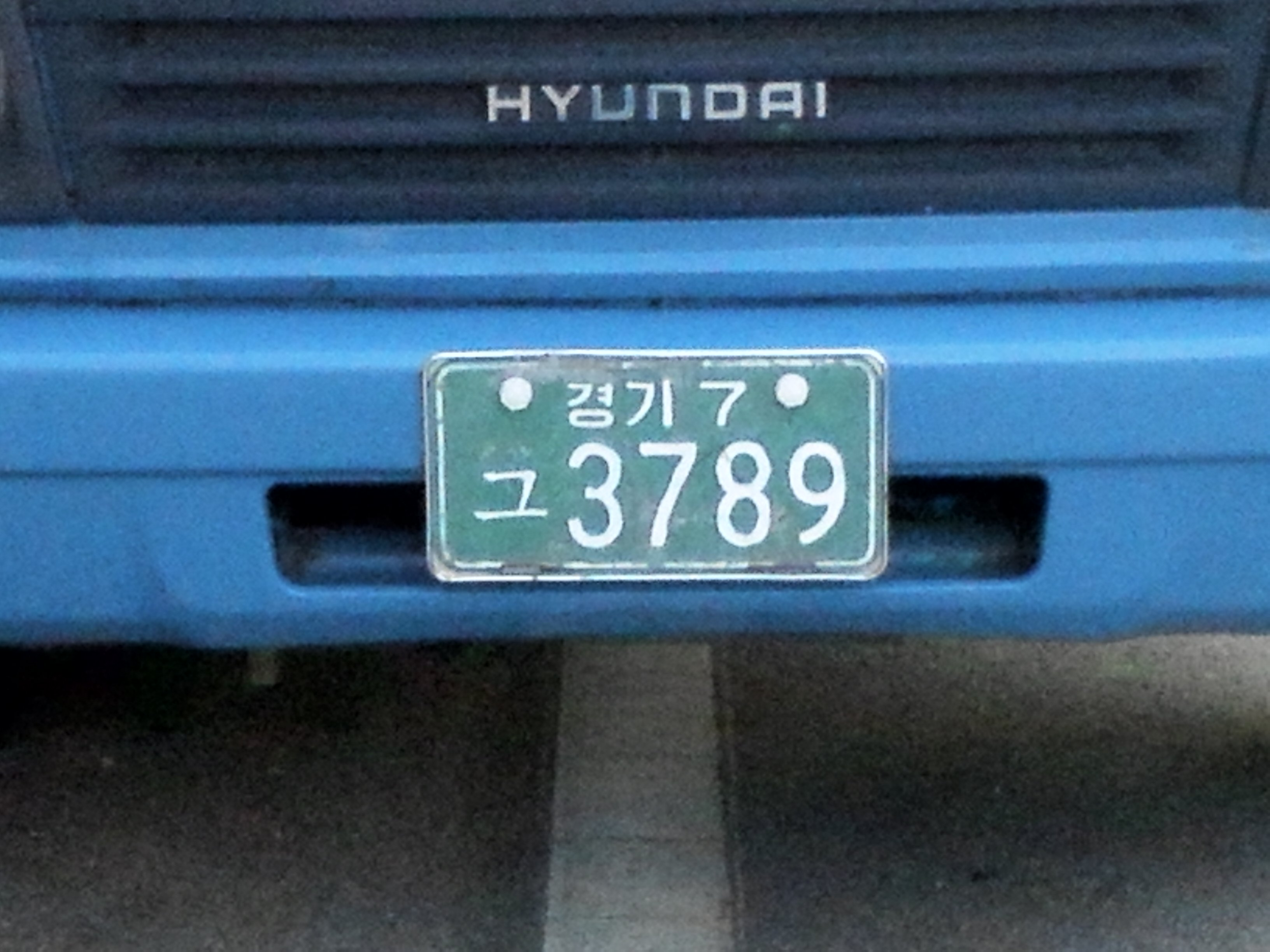
Vrachtwagen (1973 - 1995)
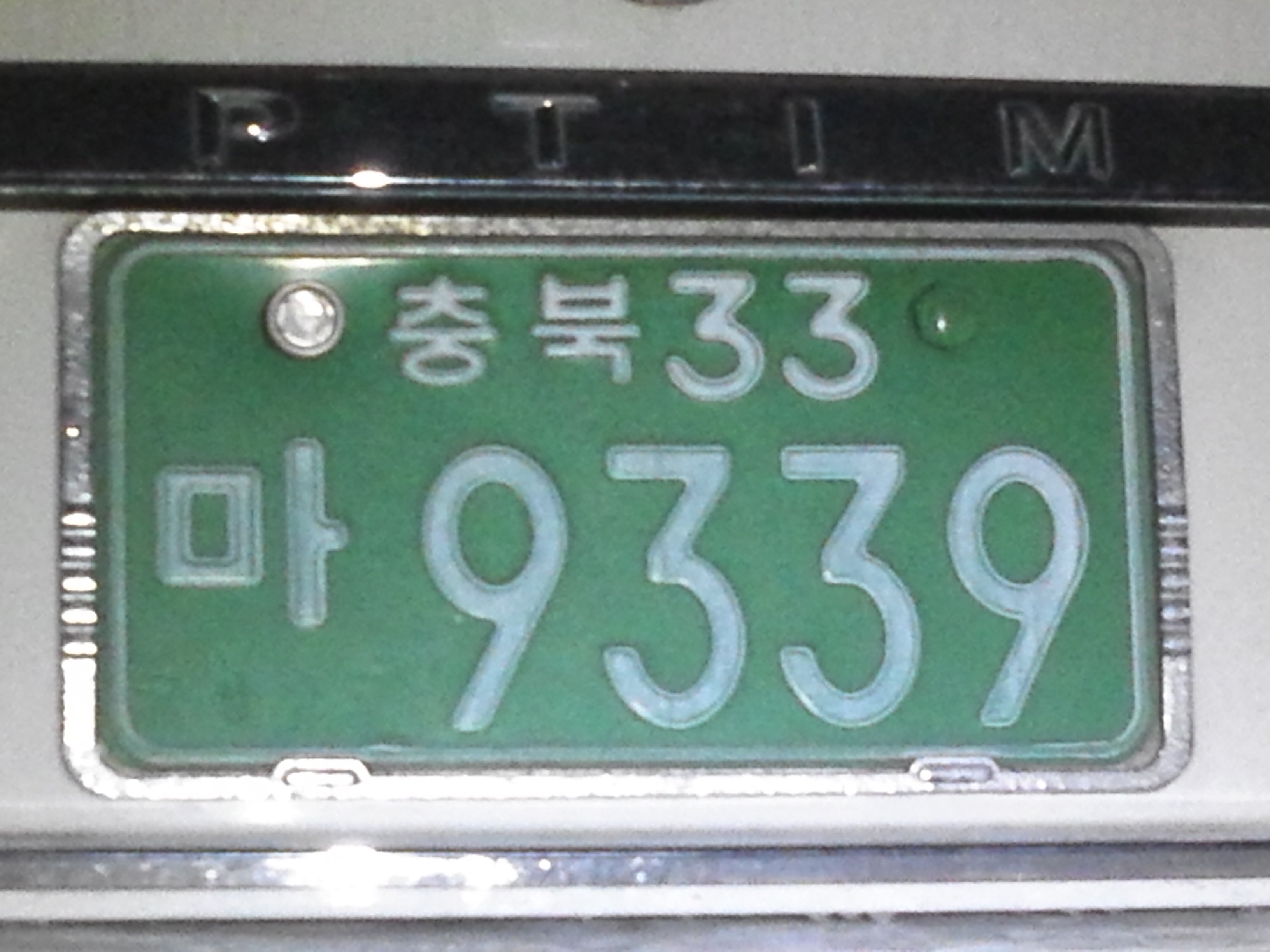
Personenauto (1996 - 2003)
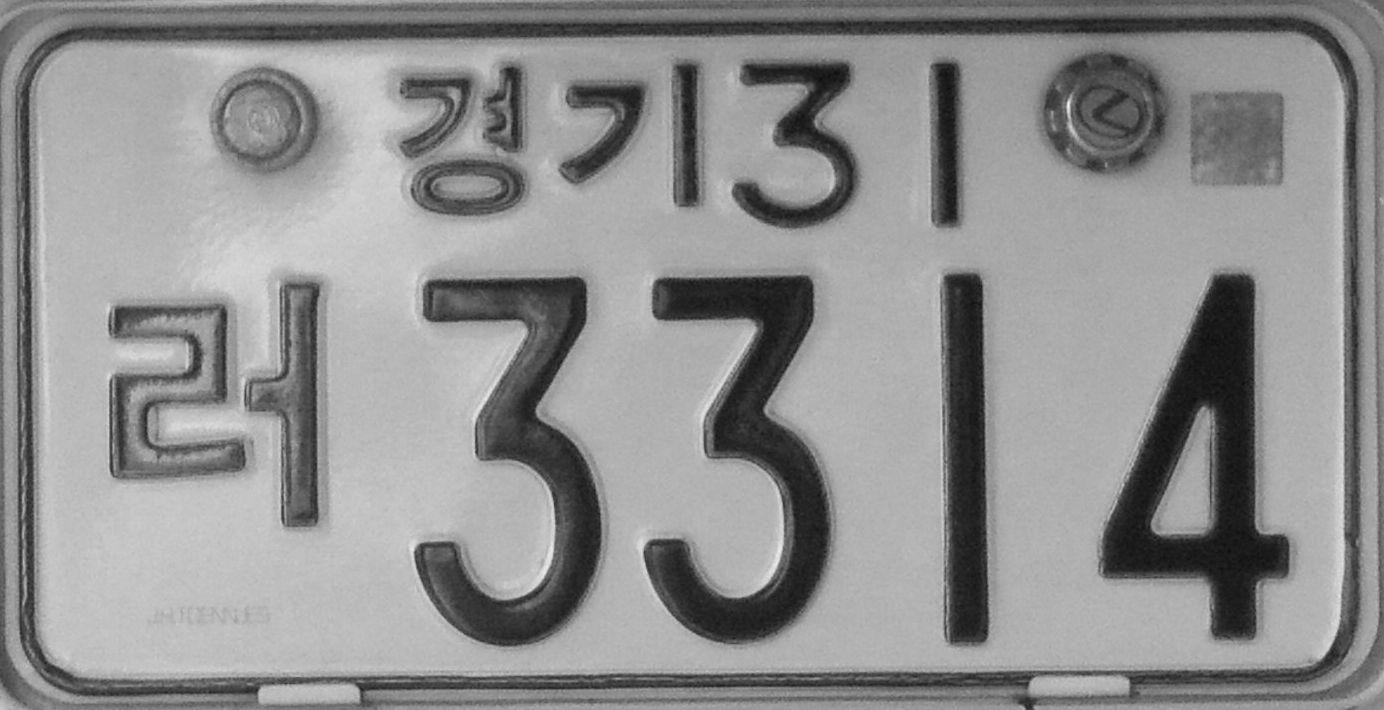
Personenauto (1996), witte achtergrond
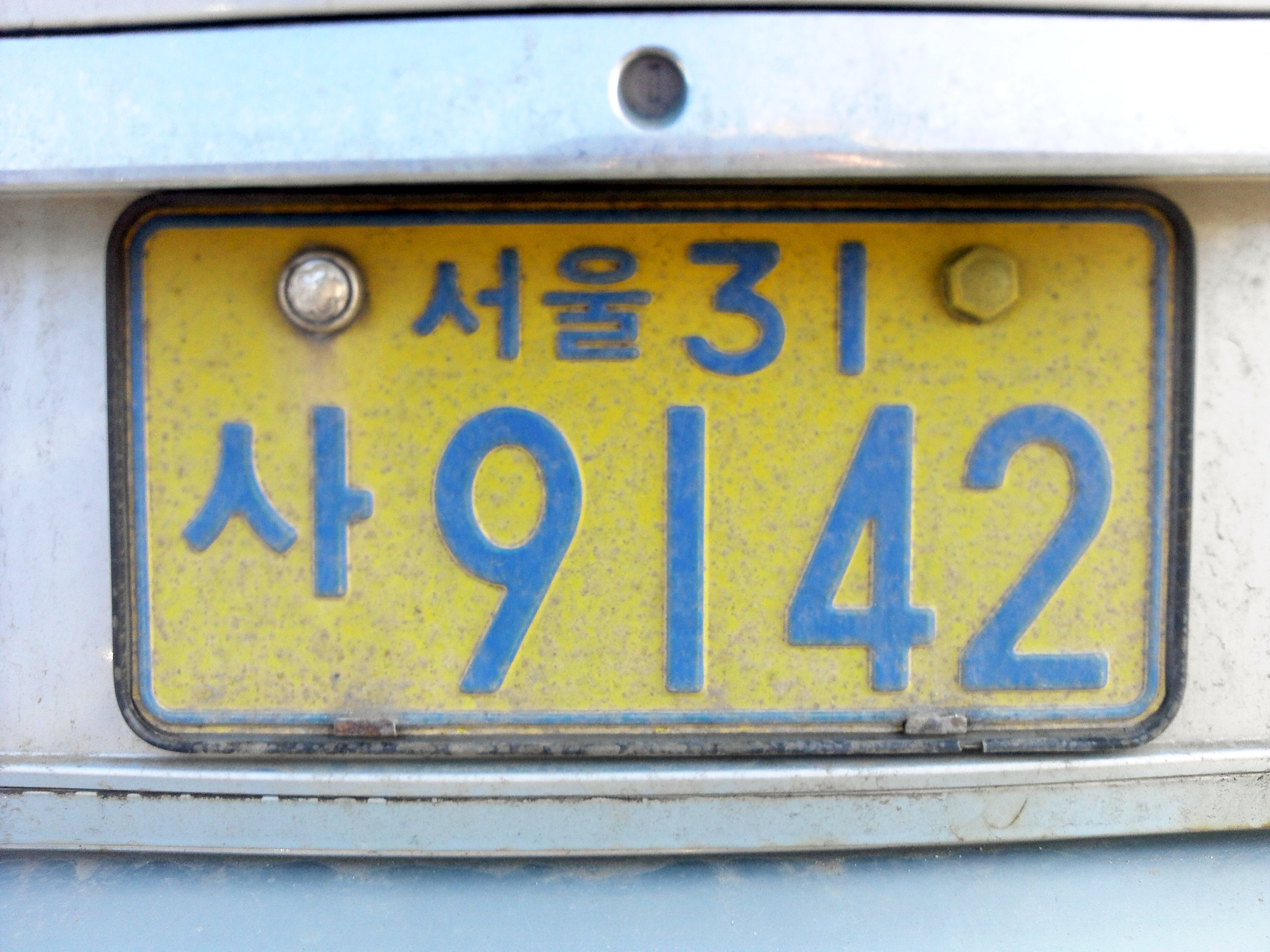
Personenauto (1996 - 2006), economische activiteit
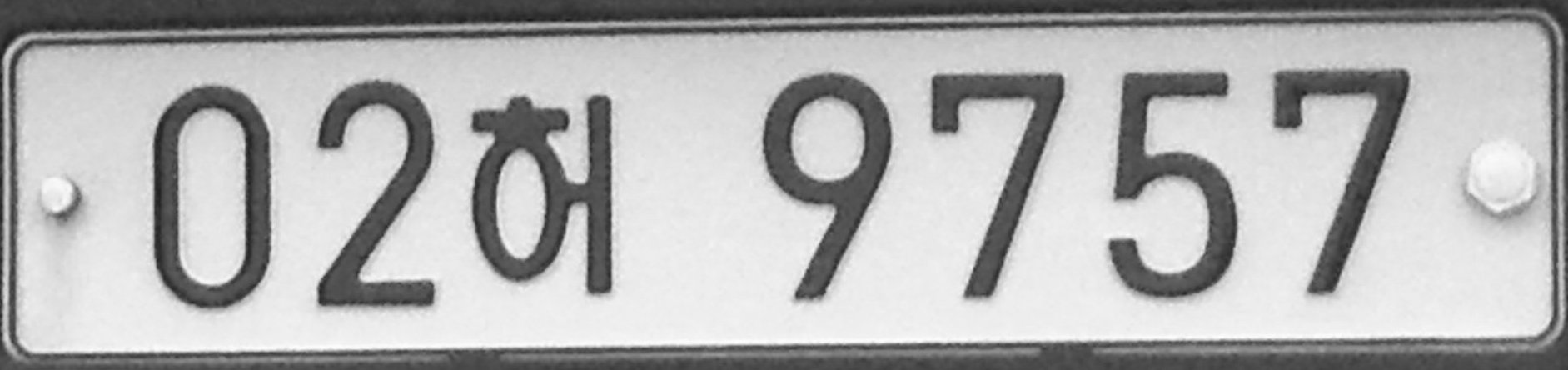
Huurauto (2006)
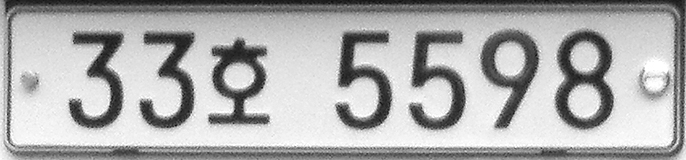
Huurauto (2006), met hekje
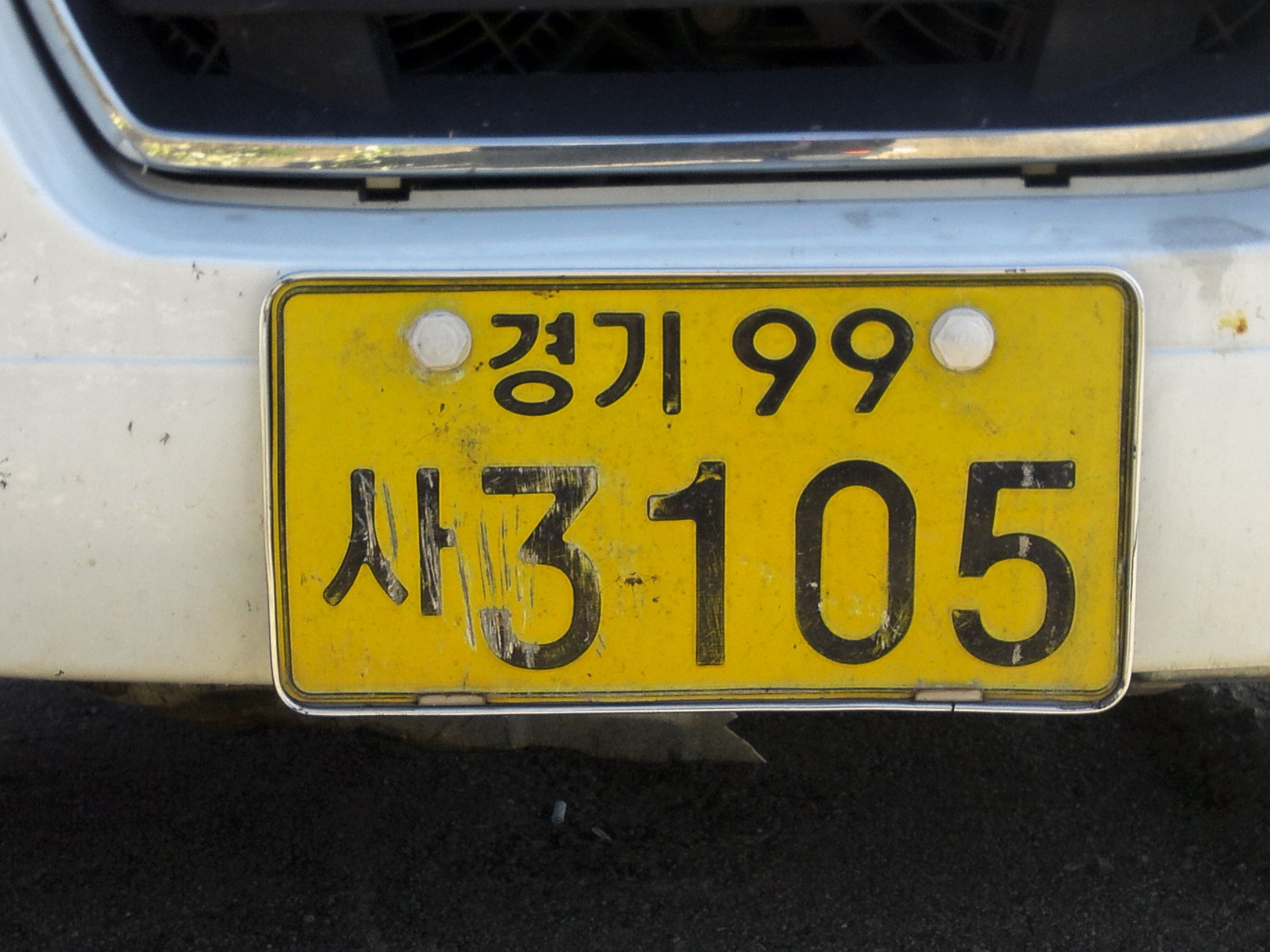
Bijzondere auto's (2006), bedrijfsleven